# معركة ميلاي
مَعْرَكة مَيلاي، مَعْرَكة بَحِرية ، دَارَتْ رَحَاها في خَليج ميلاتسو شِمال صِقلية ، 260 قبلَ الميلاد، بينَ أساطِيل الامبراطورية القرطاجية والجمهورية الرومانية ، خِلال الحَرب البونيقية الأولى، تُعتَبر مَعْرَكة ميلاي أول مَعركة بَحرية حقيقية بين قرطاج والجمهورية الرومانية. أنتهتْ بانتصار روماني حاسمْ يُعتَبر أول انتصار بَحري لروما وأيضًا شَهدت المَعركة أول استعمال لجهاز الغراب، عبارة عن جهازًا مُصَمم للصُعود على مَتن السفن البحرية الرومانية استخدمه الرومان في المَعارك البَحرية خلال الحرب البونيقية الأولى. 

## مقدمة
مَع هِمَم مَرفوعة بَعد النَصر في معركة أجريجينتوم ، سعى الرومان للفوز بِكامل صقلية ، لكنهم أحتاجوا لقوة بحرية عَتيدة من أجل مواجهة الاساطيل القرطاجية التي كانت تَسود البَحر المتوسط ، لذلك قامت روما ببناء أسطول من مائة سفينة خماسية وعشرين سفينة ثلاثية.  كتب المؤرخ اليوناني الشهير بوليبيوس أن روما استخدمت سَفينة خماسية قرطاجية محطمة تم أسرها في ميسينا كنموذج لبناء الأسطول بأكمله ، وأنه لولا ذلك لم يكن للرومان أي أساس للتصميم.  ومع ذلك ، قد يكون هذا مبالغة ، حيث استعار الرومان أيضًا بخماسيات يونانية من قبل في 264. 
كان القناصلان في روما عام 260 هما جناوس سكيبيو وجايوس دويليوس. كان قد تقرر أن يتعامل سكيبيو مع الأسطول البَحري بَينما يقود دويليوس الجيش.  ومع ذلك ، أدت مواجهة سكيبيو الأولى مع العدو في معركة جزر ليباري إلى خسارة 17 سفينة واستسلام محرج للقرطاجيين تحت قيادة الجنرال بوديس والقائد البحري حنبعل جيسكو.  كان هذا هو نفسه حنبعل الذي انسحب في معركة أجريجينتوم ، وليسَ القائد القرطاجي حنبعل الشهير الذي غزا إيطاليا لاحقًا خلال الحرب البونيقية الثانية. بعد استسلام سكيبيو ، تم وضع الأسطول المتبقي في يد دويليوس ، وتم تسليم الجنود المشاة إلى لأطربون العسكري. 
أدرك الرومان ضعفهم في القوة البحرية والتكتيكات ، خاصة بعد حادثة جزر ليباري. مع وضع هذا في الاعتبار ، قاموا ببناء جِهاز «الغراب» ، وهو لوح لربط السفن معًا في البحر، مخترع الغراب غير معروف ، لكن من الممكن أن يكون من سراقوسة ، مثل أرخميدس.  يَعمل الغراب من حيث تَوصيله بمقدمة السفن الرومانية على محور دوار ، بحيث يمكن أن تتأرجح حولها ؛ ويمكن بعد ذلك إسقاط نهايته المسننة على سفينة العدو. وبهذه الطريقة لا يزال بإمكان الرومان الاستفادة من جنودهم المتفوقين عن طريق تحميلهم عبر الغراب والى سفن العدو.

## المعركة
التقى أسطول دويليوس مع أسطول حنبعل قبالة سَواحل صقلية الشمالية عام 260. ويذكر بوليبيوس أن القرطاجيين كان لديهم 130 سفينة ، لكنه لا يعطي رقمًا دقيقًا للرومان. تشير خسارة 17 سفينة في جزر ليباري من أصل 120 سفينة إلى أن روما كان لديها 103 سفينة متبقية. ومع ذلك ، فمن المحتمل أن هذا الرقم كان أكبر من 103 ، وذلك بفضل السفن التي تم الاستيلاء عليها مع مساعدة الحلفاء الرومان.  توقع القرطاجيون النَصر ، خاصة بسبب خبراتهم الفائقة في البحر. 
ساعد جهاز الغراب الرومان في الاستيلاء على أول 30 سفينة قرطاجية اقتربت بما يكفي ، بما في ذلك السفينة الرئيسية القرطاجية. لتجنب الغراب ، اضطر القرطاجيون إلى الإبحار حولهم والاقتراب من الرومان من الخلف أو من الجانبن كان الغراب لا يَزال قادرة على التدوير وأمساك معظم السفن القادمة نَحوه.  بمجرد أن تم ربط 20 سفينة إضافية من السفن القرطاجية بالغراب الروماني ، تراجع حنبعل بسفنه الباقية ، تاركًا دويليوس مَع انتصار واضح. في عام 2008 ، تم العثور على منبر سَفينة قبالة أكوالادروني، يشير التأريخ في القرن الرابع عشر إلى أن هذا المنبر قد يكون تابعًا لأحدى سفن الأسطول القرطاجي خلال مَعركة ميلاي.  تساءل المؤرخون المعاصرون عن قرار دويليوس بعدم المُلاجقة الفورية لقوات حنبعل ، لكن سفن حنبعل المتبقية الثمانين ربما كانت لا تزال أقوى من أن تغزوها أساطيل روما. 

## ما بعدَ الواقِعة
سمح النَصر في ميلاي للرومان بمطاردة حنبعل إلى سردينيا ، حيث دمر الرومان مرة أخرى جزءًا كبيرًا من الأسطول القرطاجي. في هذه المرحلة ، تم القبض على حنبعل من قبل رجاله في قرطاج وتم صلبه لعدم كفاءته.  أما بالنسبة لدويليوس ، فقد اقيمَ له عمود نصر ، بنقش على شرفه. تم العثور على بقايا هذا النقش في روما وهي محفوظة الآن في متحف كابيتولين. يذكر النقش أنه خلال معركة ميلاي ، دويليوس ، استولى على 31 سفينة ، وأغرق 13 سفينة أخرى ، وأخذت غنيمة من الذهب والفضة بقيمة لا تقل عن 2100000 سيسترس.  عند عودته إلى الوطن ، جَلبة دويليوس مَعه أول انتصار بحري لروما ، والذي تفتخر به الكتابة أنه أول انتصار يضم القرطاجيين الأصليين المولودين. كما قام دويليوس ببناء معبد يانوس في ساحة هولتوريوم ، والتي لا يزال من الممكن رؤية بعضها في جدران كنيسة سان نيكولا في كارسير. على الرغم من نجاحه ، لم يشغل دويليوس منصبًا آخر للقيادة العليا ،  ولكنه أصبح رقيبًا في عام 258 قبل الميلاد.

## ذكر المَعركة
في قصيدة لتي إس إليوت بِعنوان أرض النفايات ، الجزء الأول ، ينتهي فَصل «دفن الموتى» بالمقطع التالي:
هُناكَ رأيتُ واحدًا قَد عَرفته ، فدعوته بِحَسرة:
ستيتسون! أنتَ من كُنت معي عَلى السُفن في مَيلاي.
تِلكَ الجُثة التي زَرعتها العامْ الماضي في حَديقتك:
هل بدأت تَنبت؟ هل سَتَزهُر هذا العام؟
أمْ أنَ الصَقيع المُفاجئ أزعجَ أرضَها؟
أوه ، أبقِ الكلب بعيدًا ، فهذا صَديقًُ للرجال ،
أو بأظافره ، سوفَ يحفُرها مَرة أخرى.

أنت! أيُها المُحاضر المُنافق! زَميليǃ أخي!

## المَراجع
1. ↑  Polybius, 1:23.3 نسخة محفوظة 2023-05-25 على موقع واي باك مشين.
2. ↑  Tacitus, The Annals 2.49
3. ↑  Polybius, The General History of Polybius, Book I, p. 24
4. ↑  Polybius, The General History of Polybius, Book I, p. 25
5. ↑  T.A. Dorey and D.R. Dudley, Rome against Carthage, p. 8
6. ↑  Nigel Bagnall, The Punic Wars, p. 61
7. ↑  Polybius, The General History of Polybius, Book I, p. 26
8. ↑  Polybius, The General History of Polybius, Book I, p. 27
9. 1 2  J.F. Lazenby, The First Punic War, p. 70.
10. ↑  Polybius, The General History of Polybius, Book I, p. 28
11. 1 2  Polybius, The General History of Polybius, Book I, p. 29
12. ↑  Nigel Bagnall, The Punic Wars, p. 63, Philippe Tisseyre, Il rostro di acqualadroni, un relitto del III a.C., in Un Mare da Mare, a cura di Angela Accardi, Assessorato Beni Culturali, Palermo 2014.
13. ↑  J.F. Lazenby, The First Punic War, p. 73.
14. ↑  Remains of Old Latin, 4:128-31.
15. ↑  J.F. Lazenby, The First Punic War, p. 72.

- Bagnall، Nigel (1990). The Punic Wars: Rome, Carthage, and the Struggle for the Mediterranean. New York: St. Martin's Press. ISBN:0-312-34214-4.
- Goldsworthy، Keith Adrian (2000). The Punic Wars. Cassell. ISBN:0-304-35967-X., later published as The Fall of Carthage: The Punic Wars 265–146 BC (Cassell, 2003) (ردمك 0-304-36642-0)
- Dorey، T. A.؛ D. R. Dudley (1972). Rome against Carthage. Garden City, NY: Doubleday.
- Lazenby، J. F. (1996). The First Punic War: A Military History. Stanford, CA: Stanford University Press. ISBN:0-8047-2674-4.
- Polybius. The General History of Polybius. In five books. Translated from the Greek by James Hampton. 3rd edition. Vol. I. London, 1772. Eighteenth Century Collections Online. Gale Group.
- E. H. Warmington، المحرر (1935–1940). Remains of Old Latin. Cambridge, MA: Harvard University Press. ج. 4 vols.